# Paphinia rugosa
Paphinia rugosa es una especie de orquídea endémica de Colombia.

## Clasificación
La clasificación de esta especie de orquídea fue publicada por Heinrich Gustav Reichenbach (1824–1889) en Linnaea; Ein Journal für die Botanik in ihrem ganzen Umfange, xli. 110, 1877  - Berlín, Alemania. Esta especie se encuentra a una altitud de aproximadamente 2400 metros.